# Тайный камергер

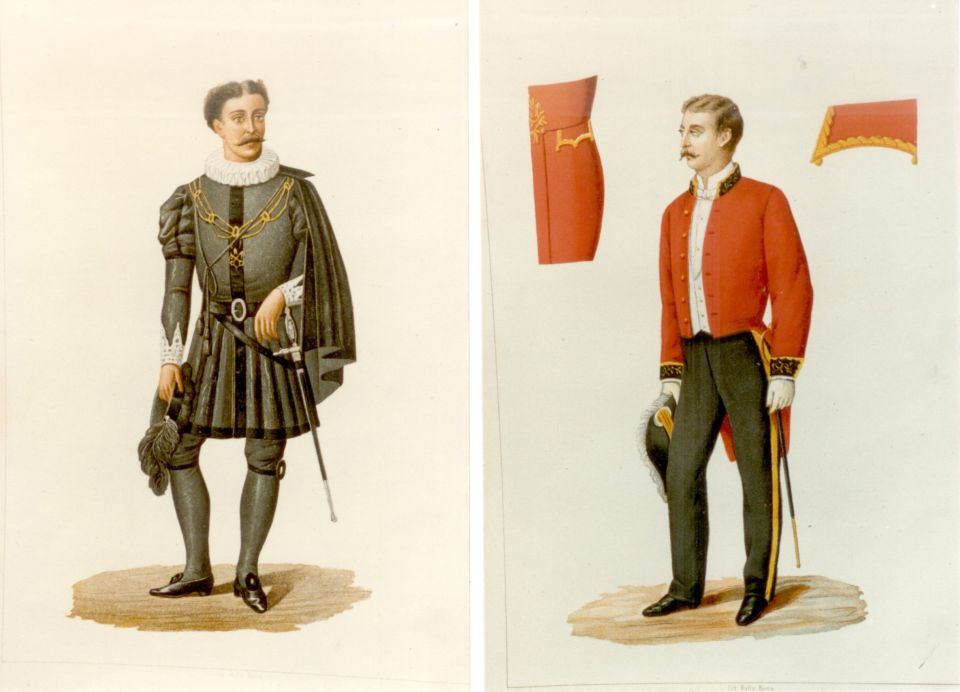
Тайный камергер папы Пия IX

Папский Камергер или Тайный Камергер Его Святейшества (итал. Cameriere di spada e cappa — Камергер Меча и Мантии) — была одной из высших почестей, которая могла дароваться мирянам-католикам папой римским, и часто давалась членам знатных семей. Должность была главным образом почётным постом, но камергер служил папе римскому в течение одной недели в год в период официальных церемоний. Пост был упразднен в 1968 году папой римским Павлом VI.
Многие представляли семьи, которые долгое время служили при Папском дворе в течение нескольких столетий, в то время как другие были назначены как высокая честь, одни из высших, папство присуждало католикам-мирянам (часто видным политическим деятелям или богатым благотворителям). Они изначально были выбраны из членов итальянских королевских и аристократических семей.
Со времен папы римского Льва I (440—461) Папский Дом включал папских камергеров, которые были личным слугами при папе римском в его Личных Апартаментах. Число папских камергеров никогда не было большим, хотя их близость папе римскому подразумевала, что многие камергеры будут иметь знатные церковные карьеры, а некоторые были даже назначены на епископство. Их привилегии были значительными. Они занимали место ex officio как графы Латерана, Рыцари Золотой Шпоры (Орден Золотой Милиции), и знать Рима и Авиньона. До II Ватиканского собора они предоставляли личную помощь папе римскому на официальных государственных мероприятиях как члены Папского двора. Они должны были служить, по крайней мере одну неделю в году во время официальных церемоний, и принимали участие в папских процессиях позади Sedia Gestatoria, каждый носил формальное придворное платья и отличались золотой служебной цепью. Традиционно, Папские камергеры именовались как «Высокопреподобие», а высшие степени как «Преосвященство».
В церковной геральдике, миряне удостоенные столь высокой чести могут показывать золотую цепь, окружающую их герб.